# Raffaele Fornari
Raffaele Fornari (Rome, 23 januari 1787 - 15 juni 1854) was een Italiaans kardinaal en nuntius in België en Frankrijk.

## Levensloop
Hij was een zoon van Francesco Fornari, medewerker in de Romeinse Curie en van Teresa Galli. Hij studeerde aan het Romeins Seminarie in Rome en nadien aan het Romeins College, waar hij promoveerde tot doctor in de godgeleerdheid.
Na tot priester te zijn gewijd, werd hij econoom aan het Romeins Seminarie (1815) en professor dogmatische theologie aan de Gregoriana (1823-1838). Lid van de Romeinse Curie, werd Fornari in 1838 benoemd tot chargé d'affaires en vervolgens tot internuntius in België. In januari 1842 werd hij benoemd tot titulair aartsbisschop van Nicea en onmiddellijk bevorderd tot nuntius in België. In april 1842 werd hij tot bisschop gewijd in de Sint-Romboutskathedraal door kardinaal Engelbert Sterckx, aartsbisschop van Mechelen, met als medeconsecratoren de bisschop van Luik Cornelis Jan van Bommel en de bisschop van Brugge René Boussen. In januari 1843 werd hij nuntius in Frankrijk.
In 1846 werd hij kardinaal benoemd, hetgeen echter pas in 1850 bekend werd gemaakt. In 1851 werd hij prefect van de 'Congregatie voor de studies'.
Tijdens zijn tijd als internuntius en nuntius in België (1838-1842) was hij zeer actief en binnen het jonge koninkrijk zeer invloedrijk.